# Ashley LeConte Campbell
Ashley LeConte Campbell (* 19. März 1962 in Atlanta, Georgia) ist eine US-amerikanische Schauspielerin.

## Laufbahn
Ashley LeConte Campbell machte einen Abschluss in Psychologie an der Vanderbilt University. Während ihrer Studienzeit war sie Mitglied in der örtlichen Theatergruppe der Universität. Vor ihrer Laufbahn als hauptberufliche Schauspielerin war sie zuerst rund zwanzig Jahre lang im Außenhandel bei verschiedenen Unternehmen tätig gewesen. Seit 2004 ist sie als Darstellerin aktiv. 
Eine erste kleine Rolle bekam sie in der Filmbiografie Bobby Jones – Die Golflegende, wobei ihr Part im Abspann jedoch unaufgeführt blieb. Es schlossen sich weitere Engagements (zumeist Nebenrollen) in verschiedenen Filmproduktionen an, darunter in den Filmdramen Familie Jones – Zu perfekt, um wahr zu sein und Blind Side – Die große Chance (beide von 2009) sowie in den Horrorfilmen Get Out (2017) und Conjuring 3: Im Bann des Teufels (2021). 
Daneben ist Ashley LeConte Campbell fortlaufend als Fernsehdarstellerin aktiv und absolvierte im Laufe der Jahre Gastauftritte in vereinzelten Folgen diverser TV-Serien, darunter in Army Wives, Sleepy Hollow, Nashville und Gone. Wiederkehrende Rollen spielte sie unter anderem in den beiden Dramaserien Rectify (insgesamt 5 Folgen) und Ambitions (insgesamt 7 Folgen). 

## Filmografie
- 2004: Bobby Jones – Die Golflegende
- 2004: Alice's Misadventures in Wonderland
- 2005: Rabbit Hunt (Kurzfilm)
- 2006: The Last Adam
- 2006: Life Is Not a Fairytale: The Fantasia Barrino Story (Fernsehfilm)
- 2007: Irresponsible Actions (Kurzfilm)
- 2007: In Memory of Those Left Behind (Kurzfilm)
- 2007: Burying Daniel (Kurzfilm)
- 2008: Active Parenting of Teens: 3rd Edition
- 2008: Nichts als die Wahrheit
- 2009: Midnight Bayou (Fernsehfilm)
- 2009: Pastor Brown
- 2009: Familie Jones – Zu perfekt, um wahr zu sein
- 2009: Blind Side – Die große Chance
- 2009: Grilling Bobby Hicks
- 2009–2010: Drop Dead Diva (Fernsehserie, 3 Folgen)
- 2010: Army Wives (Fernsehserie, 1 Folge)
- 2010: The Gates (Fernsehserie, 1 Folge)
- 2012: The Game (Fernsehserie, 1 Folge)
- 2012: Good Deeds
- 2012: Shattered (Kurzfilm)
- 2013: Scary Movie 5
- 2013: Remnants
- 2013: Devious Maids – Schmutzige Geheimnisse (Fernsehserie, 1 Folge)
- 2013: Nashville (Fernsehserie, 1 Folge)
- 2013: Faked Out (Fernsehserie, 2 Folgen)
- 2014: Let's Stay Together (Fernsehserie, 1 Folge)
- 2014: The Single Moms Club
- 2014: My Dad's a Soccer Mom (Fernsehfilm)
- 2014–2015: Rectify (Fernsehserie, 5 Folgen)
- 2015: Sleepy Hollow (Fernsehserie, 1 Folge)
- 2015: Finding Carter (Fernsehserie, 1 Folge)
- 2015: The Haves and the Have Nots (Fernsehserie, 4 Folgen)
- 2015: Crimes and Mister Meanors
- 2016: The Choice – Bis zum letzten Tag
- 2016: Game of Silence (Fernsehserie, 4 Folgen)
- 2016: Killing Reagan (Fernsehfilm)
- 2017: Get Out
- 2017: The Stranger (Kurzfilm)
- 2017: Oscar Pistorius: Blade Runner Killer
- 2018: Gone (Fernsehserie, 1 Folge)
- 2018: Star (Fernsehserie, 2 Folgen)
- 2018: Queen Sugar (Fernsehserie, 1 Folge)
- 2019: The Righteous Gemstones (Fernsehserie, 2 Folgen)
- 2019: Ambitions (Fernsehserie, 7 Folgen)
- 2019: The Baxters (Fernsehserie, 1 Folge)
- 2020: Tyler Perry's Young Dylan (Fernsehserie, 1 Folge)
- 2020: One Night in Miami
- 2020: A Nashville Christmas Carol (Fernsehfilm)
- 2021: Conjuring 3: Im Bann des Teufels